# Gilbert Gratiant
Pour les articles homonymes, voir Gratiant.
Gilbert Gratiant, né le 27 décembre 1895 à Saint-Pierre en Martinique et mort le 14 novembre 1985 à La Verrière dans les Yvelines, est un enseignant et poète français. Il est un pionnier de la littérature en langue créole martiniquais avec Fab' Compè Zicaque (1950).

## Biographie
Gilbert Gratiant arrive en métropole à l'âge de dix ans. Il est élève en khâgne au lycée Henri-IV, où il a comme professeur Alain. Il est mobilisé en 1914, durant la Première Guerre, à l'issue de laquelle il est invalide de guerre. Il est reçu à l’agrégation d’anglais en 1923, et est nommé au lycée Schoelcher, où il a comme élèves Aimé Césaire et Léon-Gontran Damas. Cofondateur de la revue Lucioles, il écrit des textes de critique littéraire. Il est ensuite nommé professeur au lycée de Montpellier où il publie ses premiers poèmes en français, puis à Paris à partir de 1933.
Il adhère au parti communiste vers 1920. « Joseph lévé ! » est son premier poème en créole, écrit vers 1935. Il participe en 1956 au premier Congrès international des écrivains et artistes noirs à Paris, et en 1960 fait partie du Front antillo-guyanais pour l’autonomie animé notamment par Marcel Manville et Édouard Glissant.

## Œuvre

### Poésie
- Poèmes en vers faux, 1931.
- Fab' Compè Zicaque, 1950, rééd. éd. Désormeaux, 1976.
- Une jeune fille majeure - Credo des sang mêlé ou je veux chanter la France, Martinique à vol d'abeille, 1961 (OCLC 2362707).
- Sel et sargasses, poésies lyriques de France et des Antilles, éd. L. Soulanges, vers 1964 (OCLC 24670750)
- Île fédérée française de la Martinique, écrit de moral politique (Essai).
- Fables créoles et autres récits (éd. bilingue) Stock, 1997, 748 p.  (ISBN 2234045649)
- L’île parle, poèmes inédits, (éd. scientif. Isabelle Gratiant) HC éditions, 2017, 560 p.  (ISBN 2357202963).

### Autres écrits
- Ile fédérée française de la Martinique, 1961 (OCLC 1982773).